# Gérard Mussies
Gérard Mussies (nacido en 1934) es un profesor titular retirado de trasfondo helenísticos del Nuevo Testamento en la Facultad de Teología de la Universidad de Utrecht, Países Bajos. Enseñó griego bíblico y estudió el trasfondo griego-romano del Nuevo Testamento.

## Aportes

### El libro de Esdras y el de Daniel
Bart D. Ehrman cita como negador a Gérard Mussies de la hipótesis del uso de pronombres de primera persona en narrativas para indicar la presencia de una fuente. B. D. Ehrman llama a los argumentos de G. Mussies como "refutaciones amplias" a las afirmaciones de Jürgen Wehnert, que envuelven las intrusiones en el Libro de Esdras y el de Daniel.

### El libro de Apocalipsis
En su obra The Morphology of Koine Greek As Used in the Apocalypse of St. John: A Study in Bilingualism, G. Mussies se refiere a la teoría de la marcación de Roman Jakobson, argumentando que la unidad marcada expresa un valor positivo, mientras que la unidad sin marcar es neutral. En su obra, G. Mussies también recurre al seguidor de la escuela pregue, Louis Hjelmslev, que se opone a la idea de que el estudio del griego debería comenzar con la unidad pequeña y luego avanzar, en lugar de eso, Hielmslev argumenta a favor del orden inverso, es decir que el estudio siempre debe comenzar con el dato original del texto y luego pasar a elementos más pequeños.
G. Mussies "ha argumentado que las peculiaridades lingüísticas de Apocalipsis no están restringidas a secciones particulares de la composición, sino que están dispersas uniformemente a lo largo del escrito".

### Expresiónen aquellos días
G. Mussies estudia el uso del término "día" y "días" en la Biblia hebrea, Mateo 2:1, 3:1 y Lucas 2:1 y explica que estos aparecen en la Biblia griega, pero que a veces son reemplazados por la expresión idiomática "en aquellos días". G. Mussies añade que "esas expresiones no implican necesariamente una secuencia estricta cronológica".

## Obras publicadas
- G. Mussies (1 de diciembre de 1971). The Morphology of Koine Greek As Used in the Apocalypse of St. John: A Study in Bilingualism. Novum Testamentum/Supplements. Vol. 27. Leiden: Brill. ISBN 978-90-04-26604-9. OCLC 258344. doi:10.1163/9789004266049.
- Gerard Mussies (1 de junio de 1972). Dio Chrysostom and the New Testament: Collected Parallels. Studia ad corpus Hellenisticum Novi Testamenti. Vol. 2. BRILL. ISBN 9789004034051. OCLC 624426.
- A F J Klijn; Gerard Mussies (1983). Der lateinische Text der Apokalypse des Esra. Texte und Untersuchungen zur Geschichte der altchristlichen Literatur (en latín). Vol. 131. Berlin: Akademie-Verlag. OCLC 907590373.
- Pieter Willem van der Horst; Gerard Mussies (1990). Studies on the Hellenistic background of the New Testament. Utrechtse theologische reeks. Vol. 10. Utrecht: Faculteit der Godgeleerdheid van de Rijksuniversiteit. OCLC 22950588.
- Gerard Mussies (1991). De autobiografie van de joodse historicus Flavius Josephus. Na de schriften (en holandés). Vol. 8. Kampen: Kok, cop. ISBN 9789024265312. OCLC 65636810.
- Abraham, ben David ha-Levi; Gerard Mussies (2001). De joodse kroniek van Abraham ibn-Daud: een historisch werk uit de Middeleeuwen. Joodse bronnen (en holandés). Vol. 3. Baarn: Ten Have, cop. ISBN 9789025952211. OCLC 67303986.